# Circuit Het Nieuwsblad féminin 2019
Pour la course masculine, voir Circuit Het Nieuwsblad 2019.
La 14e édition du Circuit Het Nieuwsblad féminin a eu lieu le 2 mars 2019. La course fait partie du calendrier international féminin UCI 2019 en catégorie 1.1. C'est également la première épreuve internationale disputée en Europe pour les féminines et est considérée comme le début de la saison des classiques. La course est remportée par la Néerlandaise Chantal Blaak.

## Présentation

### Équipes
| Équipes féminines professionnelles (19)- Alé Cipollini - BePink - Bigla - Boels Dolmans - BTC City Ljubljana - Canyon-SRAM Racing - CCC-Liv - Doltcini-Van Eyck Sport - FDJ-Nouvelle Aquitaine-Futuroscope - Health Mate-Ladies Team - Hitec Products - Lotto Soudal Ladies - Mitchelton-Scott - Movistar Team - Parkhotel Valkenburg-Destil - Sunweb Women - Trek-Segafredo - Valcar Cylance - Virtu Cycling Women Équipe féminines amateur (4)- Isorex - Keukens Redant - Multum Accountants - Rogelli-Gyproc Équipe régionale et de club- Centre mondial du cyclisme |
| |

### Parcours
Le départ fictif est donné depuis Gand et celui officiel à Merelbeke, comme les années précédentes. L'arrivée se trouve à Ninove comme l'année précédente. Si le parcours garde les mêmes grandes lignes, il est endurci avec plus de monts et de pavés.
Dix monts sont au programme de cette édition, dont certains recouverts de pavés :
| Mont | Nom             | Km    | Revêtement | Longueur (m) | Pente moyenne | Pente maxi | Km de l'arrivée |
| ---- | --------------- | ----- | ---------- | ------------ | ------------- | ---------- | --------------- |
| 1    | Leberg          | 41,9  | asphalte   | 950          | 4,2 %         | 13,8 %     | 81,0            |
| 2    | Wolvenberg      | 53,8  | asphalte   | 645          | 7,9 %         | 17,3 %     | 69,1            |
| 3    | Molenberg       | 66,0  | pavé       | 463          | 7 %           | 14,2 %     | 56,9            |
| 4    | Rekelberg       | 80,0  | asphalte   | 800          | 4 %           | 9 %        | 42,9            |
| 5    | Berendries      | 84,0  | asphalte   | 940          | 7 %           | 12,3 %     | 38,9            |
| 6    | Elverenberg     | 86,4  | asphalte   | 1 268        | 3,6 %         | 9 %        | 36,5            |
| 7    | Tenbosse        | 91,0  | asphalte   | 450          | 6,9 %         | 8,7 %      | 31,9            |
| 8    | Eikenmolen      | 93,8  | asphalte   | 610          | 5,9 %         | 12,5 %     | 29,1            |
| 9    | Mur de Grammont | 106,2 | pavés      | 475          | 9,3 %         | 19,8 %     | 16,7            |
| 10   | Bosberg         | 110,1 | pavés      | 980          | 5,8 %         | 11 %       | 12,8            |

En plus des traditionnels monts, il y a cinq secteurs pavés répartis sur 91,6 km :

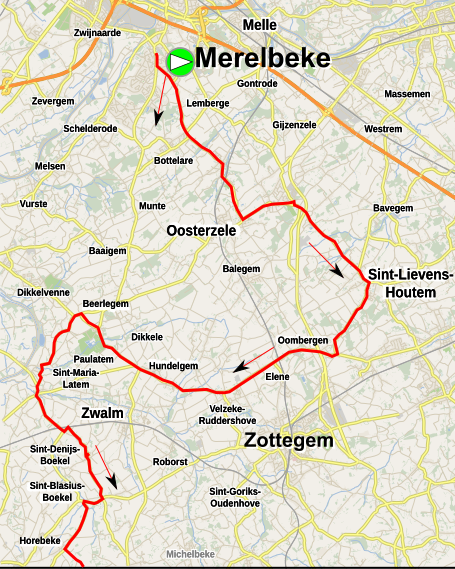
Partie nord de la course :
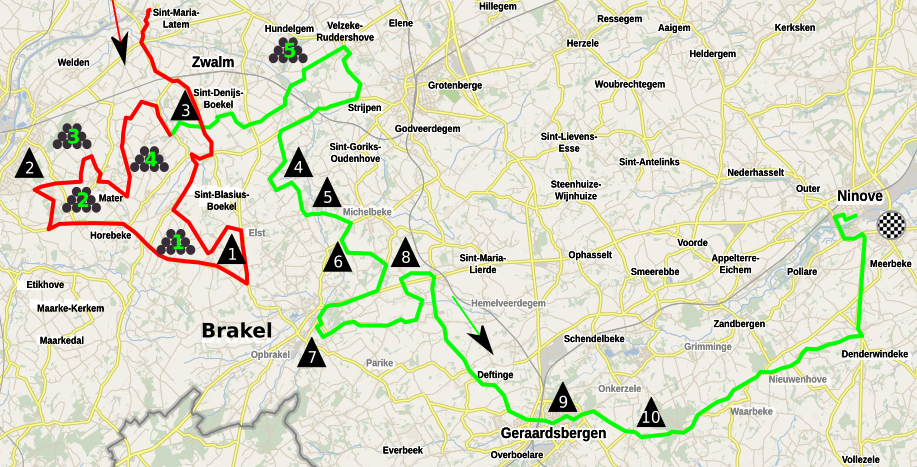
Partie sud de la course :

| Secteur | Nom                | Km   | Longueur (m) | Km de l'arrivée |
| ------- | ------------------ | ---- | ------------ | --------------- |
| 1       | Haaghoek (nl)      | 38,9 | 2 000        | 84,0            |
| 2       | Ruitersstraat (nl) | 54,0 | 800          | 68,9            |
| 3       | Kerkgate           | 57,2 | 1030         | 65,7            |
| 4       | Jagerij            | 59,8 | 800          | 63,1            |
| 5       | Paddestraat        | 71,0 | 2030         | 51,9            |

- Partie nord de la course : Début du parcours
- Partie sud de la course :   - Début du parcours
  - Final

## Récit de la course
La première attaque est l'œuvre de Nicole Hanselmann. Elle obtient une minute d'avance. Au kilomètre trente-cinq la course doit être neutralisée à cause d'une trop grande proximité avec le peloton des hommes. Hanselmann repart avec son avance initiale mais est reprise plus loin. Dans le Molenberg, cinq coureuses sortent du peloton. Il s'agit de : Marta Bastianelli, Annemiek van Vleuten, Katarzyna Niewiadoma, Alexis Ryan et Hannah Barnes. Elles sont rejointes immédiatement après par d'autres coureuses dont Anna van der Breggen. Chantal Blaak attaque ensuite dans le Tenbosse. Katarzyna Niewiadoma l'accompagne. Elles sont reprises plus loin. Le mur de Grammont se montre décisif. Chantal Blaak ouvre la route, avec Anna van der Breggen, Marta Bastianelli, Ellen van Dijk, Elisa Longo Borghini, Katarzyna Niewiadoma, Annemiek van Vleuten, Ashleigh Moolman, Floortje Mackaij dans la roue. Elles prennent quelques mètres d'avance sur le peloton dans la montée. Après la descente, Chantal Blaak place une offensive nette. Annemiek van Vleuten tente de la prendre en chasse, mais Anna van der Breggen la marque. Chantal Blaak s'impose. Le groupe de poursuite est repris par le peloton dans les derniers kilomètres. Marta Bastianelli gagne le sprint pour la deuxième place devant Jip van den Bos.

## Classements

### Classement final
| \| Classement général \| Classement général \| Classement général \| Classement général \| Classement général \| \| Coureuse \| Coureuse \| Pays \| Équipe \| Temps \| \| ------------------ \| -------------------- \| ------------------ \| -------------------- \| ------------------ \| \| 1re \| Chantal Blaak \| Pays-Bas \| Boels Dolmans \| 3 h 20 min 58 s \| \| 2e \| Marta Bastianelli \| Italie \| Virtu Cycling Women \| + 1 min 09 s \| \| 3e \| Jip van den Bos \| Pays-Bas \| Boels Dolmans \| + 1 min 09 s \| \| 4e \| Annemiek van Vleuten \| Pays-Bas \| Mitchelton-Scott \| + 1 min 09 s \| \| 5e \| Alexis Magner \| États-Unis \| Canyon-SRAM Racing \| + 1 min 09 s \| \| 6e \| Jeanne Korevaar \| Pays-Bas \| CCC-Liv \| + 1 min 09 s \| \| 7e \| Aude Biannic \| France \| Movistar Team \| + 1 min 09 s \| \| 8e \| Sofie De Vuyst \| Belgique \| Parkhotel Valkenburg \| + 1 min 09 s \| \| 9e \| Christina Siggaard \| Danemark \| Virtu Cycling Women \| + 1 min 09 s \| \| 10e \| Floortje Mackaij \| Pays-Bas \| Sunweb \| + 1 min 09 s \| |                      |            |                      |                 |
| |                      |            |                      |                 |
| Source : ProCyclingStats |                      |            |                      |                 |
| Classement général |                      |            |                      |                 |
| Coureuse | Coureuse             | Pays       | Équipe               | Temps           |
| 1re | Chantal Blaak        | Pays-Bas   | Boels Dolmans        | 3 h 20 min 58 s |
| 2e | Marta Bastianelli    | Italie     | Virtu Cycling Women  | + 1 min 09 s    |
| 3e | Jip van den Bos      | Pays-Bas   | Boels Dolmans        | + 1 min 09 s    |
| 4e | Annemiek van Vleuten | Pays-Bas   | Mitchelton-Scott     | + 1 min 09 s    |
| 5e | Alexis Magner        | États-Unis | Canyon-SRAM Racing   | + 1 min 09 s    |
| 6e | Jeanne Korevaar      | Pays-Bas   | CCC-Liv              | + 1 min 09 s    |
| 7e | Aude Biannic         | France     | Movistar Team        | + 1 min 09 s    |
| 8e | Sofie De Vuyst       | Belgique   | Parkhotel Valkenburg | + 1 min 09 s    |
| 9e | Christina Siggaard   | Danemark   | Virtu Cycling Women  | + 1 min 09 s    |
| 10e | Floortje Mackaij     | Pays-Bas   | Sunweb               | + 1 min 09 s    |

### Points UCI
| Position           | 1er | 2e | 3e | 4e | 5e | 6e | 7e | 8e | 9e | 10e | 11e | 12e | 13e à 15e | 16e à 25e |
| Classement général | 125 | 85 | 70 | 60 | 50 | 40 | 35 | 30 | 25 | 20  | 15  | 10  | 5         | 3         |

## Liste des participants
| Légende | Légende                                                                    | Légende | Légende                                                    |
| ------- | -------------------------------------------------------------------------- | ------- | ---------------------------------------------------------- |
| Num     | Dossard de départ porté par le coureur sur ces Circuit Het Nieuwsblad      | Pos     | Position à l'arrivée de la course                          |
|         | Indique un maillot de champion national ou mondial, suivi de sa spécialité | NP      | Indique un coureur qui n'a pas pris le départ de la course |
| AB      | Indique un coureur qui n'a pas terminé la course                           | HD      | Indique un coureur qui a terminé la course hors des délais |

| Virtu Cycling Women TVC | Virtu Cycling Women TVC         | Virtu Cycling Women TVC |
| ----------------------- | ------------------------------- | ----------------------- |
| Num                     | Coureuse                        | Pos                     |
| 1                       | Christina Siggaard (DEN)        | 9e                      |
| 2                       | Barbara Guarischi (ITA)         | 43e                     |
| 3                       | Anouska Koster (NED)            | 16e                     |
| 4                       | Marta Bastianelli (ITA) (route) | 2e                      |
| 5                       | Mieke Kröger (GER)              | 73e                     |
| 6                       | Emilie Moberg (NOR)             | 72e                     |

| Lotto Soudal Ladies LSL | Lotto Soudal Ladies LSL  | Lotto Soudal Ladies LSL |
| ----------------------- | ------------------------ | ----------------------- |
| Num                     | Coureuse                 | Pos                     |
| 11                      | Alana Castrique (BEL)    | 53e                     |
| 12                      | Danique Braam (NED)      | 52e                     |
| 13                      | Danielle Christmas (GBR) | 31e                     |
| 14                      | Nguyễn Thị Thật (VIE)    | AB                      |
| 15                      | Puck Moonen (NED)        | AB                      |
| 16                      | Julie Van de Velde (BEL) | NP                      |

| Doltcini-Van Eyck Sport DVE | Doltcini-Van Eyck Sport DVE | Doltcini-Van Eyck Sport DVE |
| --------------------------- | --------------------------- | --------------------------- |
| Num                         | Coureuse                    | Pos                         |
| 21                          | Saartje Vandenbroucke (BEL) | 76e                         |
| 22                          | Jesse Vandenbulcke (BEL)    | 49e                         |
| 23                          | Bryony van Velzen (NED)     | 35e                         |
| 24                          | Daniela Reis (POR) (route)  | 47e                         |
| 25                          | Marion Sicot (FRA)          | 71e                         |
| 26                          | Séverine Eraud (FRA)        | AB                          |

| Health Mate-Ladies Team HMT | Health Mate-Ladies Team HMT   | Health Mate-Ladies Team HMT |
| --------------------------- | ----------------------------- | --------------------------- |
| Num                         | Coureuse                      | Pos                         |
| 31                          | Christina Schweinberger (AUT) | 82e                         |
| 32                          | Kathrin Schweinberger (AUT)   | 58e                         |
| 33                          | Sara Mustonen (SWE)           | AB                          |
| 34                          | Kylie Waterreus (NED)         | AB                          |
| 35                          | Laura Süßemilch (GER)         | AB                          |
| 36                          | Fien Delbaere (BEL)           | 78e                         |

| Centre mondial du cyclisme WCC | Centre mondial du cyclisme WCC | Centre mondial du cyclisme WCC |
| ------------------------------ | ------------------------------ | ------------------------------ |
| Num                            | Coureuse                       | Pos                            |
| 41                             | Agua Marina Espínola (PAR)     | 70e                            |
| 42                             | Teniel Campbell (TTO)          | 67e                            |
| 43                             | Anastasiya Kolesava (BLR)      | 69e                            |
| 44                             | Alice Sharpe (IRL)             | AB                             |
| 45                             | Anabel Yapura (ARG)            | AB                             |
| 46                             | Marlen Reusser (SUI)           | 25e                            |

| Alé Cipollini ALE | Alé Cipollini ALE          | Alé Cipollini ALE |
| ----------------- | -------------------------- | ----------------- |
| Num               | Coureuse                   | Pos               |
| 51                | Chloe Hosking (AUS)        | 14e               |
| 52                | Soraya Paladin (ITA)       | 18e               |
| 53                | Nadia Quagliotto (ITA)     | 87e               |
| 54                | Eri Yonamine (JPN) (route) | 30e               |
| 55                | Diana Peñuela (COL)        | 77e               |
| 56                | Romy Kasper (GER)          | 60e               |

| Bigla BIG | Bigla BIG                     | Bigla BIG |
| --------- | ----------------------------- | --------- |
| Num       | Coureuse                      | Pos       |
| 61        | Elizabeth Banks (GBR)         | 51e       |
| 63        | Leah Thomas (USA)             | 20e       |
| 64        | Maria Vittoria Sperotto (ITA) | 50e       |
| 65        | Mikayla Harvey (NZL)          | 64e       |
| 66        | Nicole Hanselmann (SUI)       | 74e       |

| Bepink BPK | Bepink BPK             | Bepink BPK |
| ---------- | ---------------------- | ---------- |
| Num        | Coureuse               | Pos        |
| 71         | Silvia Zanardi (ITA)   | AB         |
| 72         | Nicole Steigenga (NED) | 63e        |
| 73         | Tatiana Guderzo (ITA)  | 88e        |
| 74         | Rachele Barbieri (ITA) | AB         |
| 75         | Katia Ragusa (ITA)     | AB         |
| 76         | Chiara Perini (ITA)    | AB         |

| Boels Dolmans DLT | Boels Dolmans DLT                  | Boels Dolmans DLT |
| ----------------- | ---------------------------------- | ----------------- |
| Num               | Coureuse                           | Pos               |
| 81                | Chantal Blaak (NED) (route)        | 1re               |
| 82                | Anna van der Breggen (NED) (route) | 11e               |
| 83                | Jip van den Bos (NED)              | 3e                |
| 84                | Eva Buurman (NED)                  | 75e               |
| 85                | Christine Majerus (LUX) (route)    | AB                |
| 86                | Skylar Schneider (USA)             | 90e               |

| BTC City Ljubljana BTC | BTC City Ljubljana BTC   | BTC City Ljubljana BTC |
| ---------------------- | ------------------------ | ---------------------- |
| Num                    | Coureuse                 | Pos                    |
| 91                     | Urša Pintar (SLO)        | AB                     |
| 92                     | Eugenia Bujak (SLO)      | 19e                    |
| 93                     | Maaike Boogaard (NED)    | AB                     |
| 94                     | Anja Longyka (SLO)       | AB                     |
| 95                     | Monique van de Ree (NED) | AB                     |
| 96                     | Urška Žigart (SLO)       | 84e                    |

| Canyon-SRAM Racing CSR | Canyon-SRAM Racing CSR     | Canyon-SRAM Racing CSR |
| ---------------------- | -------------------------- | ---------------------- |
| Num                    | Coureuse                   | Pos                    |
| 101                    | Alice Barnes (GBR)         | 46e                    |
| 102                    | Hannah Barnes (GBR)        | 28e                    |
| 103                    | Elena Cecchini (ITA)       | 12e                    |
| 104                    | Tiffany Cromwell (AUS)     | 34e                    |
| 105                    | Katarzyna Niewiadoma (POL) | 17e                    |
| 106                    | Alexis Magner (USA)        | 5e                     |

| CCC-Liv CCC | CCC-Liv CCC                    | CCC-Liv CCC |
| ----------- | ------------------------------ | ----------- |
| Num         | Coureuse                       | Pos         |
| 111         | Agnieszka Skalniak-Sójka (POL) | 48e         |
| 112         | Valerie Demey (BEL)            | 26e         |
| 113         | Riejanne Markus (NED)          | 29e         |
| 114         | Evy Kuijpers (NED)             | 59e         |
| 115         | Ashleigh Moolman (RSA) (route) | 24e         |
| 116         | Jeanne Korevaar (NED)          | 6e          |

| FDJ-Nouvelle Aquitaine-Futuroscope FDJ | FDJ-Nouvelle Aquitaine-Futuroscope FDJ | FDJ-Nouvelle Aquitaine-Futuroscope FDJ |
| -------------------------------------- | -------------------------------------- | -------------------------------------- |
| Num                                    | Coureuse                               | Pos                                    |
| 121                                    | Charlotte Bravard (FRA)                | AB                                     |
| 122                                    | Maëlle Grossetête (FRA)                | AB                                     |
| 123                                    | Lauren Kitchen (AUS)                   | AB                                     |
| 124                                    | Greta Richioud (FRA)                   | AB                                     |
| 125                                    | Shara Gillow (AUS)                     | 27e                                    |
| 126                                    | Jade Wiel (FRA)                        | 68e                                    |

| Hitec Products-Birk Sport HPU | Hitec Products-Birk Sport HPU | Hitec Products-Birk Sport HPU |
| ----------------------------- | ----------------------------- | ----------------------------- |
| Num                           | Coureuse                      | Pos                           |
| 131                           | Chanella Stougje (NED)        | AB                            |
| 132                           | Amalie Lutro (NOR)            | AB                            |
| 133                           | Vita Heine (NOR) (route)      | 23e                           |
| 134                           | Lucy van der Haar (GBR)       | 66e                           |
| 135                           | Ingrid Lorvik (NOR)           | AB                            |
| 136                           | Julie Meyer Solvang (NOR)     | 83e                           |

| Mitchelton-Scott MTS | Mitchelton-Scott MTS       | Mitchelton-Scott MTS |
| -------------------- | -------------------------- | -------------------- |
| Num                  | Coureuse                   | Pos                  |
| 141                  | Sarah Roy (AUS)            | 13e                  |
| 142                  | Georgia Williams (NZL)     | 79e                  |
| 143                  | Jessica Allen (AUS)        | 56e                  |
| 144                  | Gracie Elvin (AUS)         | 61e                  |
| 145                  | Grace Brown (AUS)          | 36e                  |
| 146                  | Annemiek van Vleuten (NED) | 4e                   |

| Movistar Team MOV | Movistar Team MOV                 | Movistar Team MOV |
| ----------------- | --------------------------------- | ----------------- |
| Num               | Coureuse                          | Pos               |
| 151               | Aude Biannic (FRA) (route)        | 7e                |
| 152               | Roxane Fournier (FRA)             | 32e               |
| 153               | Alicia González (ESP)             | 85e               |
| 154               | Sheyla Gutiérrez (ESP)            | AB                |
| 155               | Małgorzata Jasińska (POL) (route) | 39e               |
| 156               | Gloria Rodríguez (ESP)            | AB                |

| Parkhotel Valkenburg PHV | Parkhotel Valkenburg PHV     | Parkhotel Valkenburg PHV |
| ------------------------ | ---------------------------- | ------------------------ |
| Num                      | Coureuse                     | Pos                      |
| 161                      | Ann-Sophie Duyck (BEL)       | 62e                      |
| 162                      | Esther van Veen (NED)        | AB                       |
| 163                      | Lorena Wiebes (NED)          | AB                       |
| 164                      | Roxane Knetemann (NED)       | 40e                      |
| 165                      | Meike Uiterwijk Winkel (NED) | AB                       |
| 166                      | Sofie De Vuyst (BEL)         | 8e                       |

| Sunweb SUN | Sunweb SUN             | Sunweb SUN |
| ---------- | ---------------------- | ---------- |
| Num        | Coureuse               | Pos        |
| 171        | Lucinda Brand (NED)    | 38e        |
| 172        | Janneke Ensing (NED)   | 22e        |
| 173        | Juliette Labous (FRA)  | 44e        |
| 174        | Floortje Mackaij (NED) | 10e        |
| 175        | Leah Kirchmann (CAN)   | 45e        |
| 176        | Julia Soek (NED)       | 81e        |

| Trek-Segafredo TFS | Trek-Segafredo TFS                 | Trek-Segafredo TFS |
| ------------------ | ---------------------------------- | ------------------ |
| Num                | Coureuse                           | Pos                |
| 181                | Audrey Cordon-Ragot (FRA)          | 41e                |
| 182                | Lotta Lepistö (FIN) (route)        | 33e                |
| 183                | Elisa Longo Borghini (ITA) (route) | 37e                |
| 184                | Ellen van Dijk (NED)               | 21e                |
| 185                | Ruth Edwards (USA)                 | 57e                |
| 186                | Tayler Wiles (USA)                 | 42e                |

| Valcar Cylance VAL | Valcar Cylance VAL      | Valcar Cylance VAL |
| ------------------ | ----------------------- | ------------------ |
| Num                | Coureuse                | Pos                |
| 191                | Alessia Vigilia (ITA)   | 89e                |
| 192                | Chiara Consonni (ITA)   | AB                 |
| 193                | Vittoria Guazzini (ITA) | AB                 |
| 194                | Silvia Pollicini (ITA)  | AB                 |
| 195                | Silvia Persico (ITA)    | AB                 |
| 196                | Ilaria Sanguineti (ITA) | 86e                |

| Isorex DDG | Isorex DDG                | Isorex DDG |
| ---------- | ------------------------- | ---------- |
| Num        | Coureuse                  | Pos        |
| 201        | Femke Verstichelen (BEL)  | AB         |
| 202        | Crystal Lane-Wright (GBR) | AB         |
| 203        | Antonia Gröndahl (FIN)    | 80e        |
| 204        | Marjolein Moreau (BEL)    | AB         |
| 205        | Emily Meakin (GBR)        | AB         |
| 206        | Camille Delestrait (BEL)  | AB         |

| Keukens Redant ___ | Keukens Redant ___         | Keukens Redant ___ |
| ------------------ | -------------------------- | ------------------ |
| Num                | Coureuse                   | Pos                |
| 211                | Stine Borgli (NOR)         | 15e                |
| 212                | Amber Lacompte (BEL)       | AB                 |
| 213                | Katie van Geyte (BEL)      | AB                 |
| 214                | Birgitte Ravndal (NOR)     | 91e                |
| 215                | Quinty van de Guchte (NED) | AB                 |
| 216                | Lone Meertens (BEL)        | 65e                |

| Multum Accountants ___ | Multum Accountants ___         | Multum Accountants ___ |
| ---------------------- | ------------------------------ | ---------------------- |
| Num                    | Coureuse                       | Pos                    |
| 221                    | Marion Norbert-Riberolle (FRA) | 54e                    |
| 222                    | Chloë Turblin (FRA)            | AB                     |
| 223                    | Kim van den Steen (BEL)        | AB                     |
| 224                    | Lauren Creamer (IRL)           | AB                     |
| 225                    | Josefine Huitfeldt             | AB                     |
| 226                    | Aiko Uyttenhove (BEL)          | AB                     |

| Rogelli-Gyproc ___ | Rogelli-Gyproc ___         | Rogelli-Gyproc ___ |
| ------------------ | -------------------------- | ------------------ |
| Num                | Coureuse                   | Pos                |
| 231                | Rozemarijn Ammerlaan (NED) | 55e                |
| 232                | Nathalie Bex (BEL)         | AB                 |
| 233                | Ingrit Verhoeff (NED)      | AB                 |
| 234                | Cathalijne Hoolwerf (NED)  | AB                 |
| 235                | Eva Jonkers (NED)          | AB                 |
| 236                | Britt Knaven (BEL)         | AB                 |

| Virtu Cycling Women TVC | Virtu Cycling Women TVC         | Virtu Cycling Women TVC |
| ----------------------- | ------------------------------- | ----------------------- |
| Num                     | Coureuse                        | Pos                     |
| 1                       | Christina Siggaard (DEN)        | 9e                      |
| 2                       | Barbara Guarischi (ITA)         | 43e                     |
| 3                       | Anouska Koster (NED)            | 16e                     |
| 4                       | Marta Bastianelli (ITA) (route) | 2e                      |
| 5                       | Mieke Kröger (GER)              | 73e                     |
| 6                       | Emilie Moberg (NOR)             | 72e                     |

| Lotto Soudal Ladies LSL | Lotto Soudal Ladies LSL  | Lotto Soudal Ladies LSL |
| ----------------------- | ------------------------ | ----------------------- |
| Num                     | Coureuse                 | Pos                     |
| 11                      | Alana Castrique (BEL)    | 53e                     |
| 12                      | Danique Braam (NED)      | 52e                     |
| 13                      | Danielle Christmas (GBR) | 31e                     |
| 14                      | Nguyễn Thị Thật (VIE)    | AB                      |
| 15                      | Puck Moonen (NED)        | AB                      |
| 16                      | Julie Van de Velde (BEL) | NP                      |

| Doltcini-Van Eyck Sport DVE | Doltcini-Van Eyck Sport DVE | Doltcini-Van Eyck Sport DVE |
| --------------------------- | --------------------------- | --------------------------- |
| Num                         | Coureuse                    | Pos                         |
| 21                          | Saartje Vandenbroucke (BEL) | 76e                         |
| 22                          | Jesse Vandenbulcke (BEL)    | 49e                         |
| 23                          | Bryony van Velzen (NED)     | 35e                         |
| 24                          | Daniela Reis (POR) (route)  | 47e                         |
| 25                          | Marion Sicot (FRA)          | 71e                         |
| 26                          | Séverine Eraud (FRA)        | AB                          |

| Health Mate-Ladies Team HMT | Health Mate-Ladies Team HMT   | Health Mate-Ladies Team HMT |
| --------------------------- | ----------------------------- | --------------------------- |
| Num                         | Coureuse                      | Pos                         |
| 31                          | Christina Schweinberger (AUT) | 82e                         |
| 32                          | Kathrin Schweinberger (AUT)   | 58e                         |
| 33                          | Sara Mustonen (SWE)           | AB                          |
| 34                          | Kylie Waterreus (NED)         | AB                          |
| 35                          | Laura Süßemilch (GER)         | AB                          |
| 36                          | Fien Delbaere (BEL)           | 78e                         |

| Centre mondial du cyclisme WCC | Centre mondial du cyclisme WCC | Centre mondial du cyclisme WCC |
| ------------------------------ | ------------------------------ | ------------------------------ |
| Num                            | Coureuse                       | Pos                            |
| 41                             | Agua Marina Espínola (PAR)     | 70e                            |
| 42                             | Teniel Campbell (TTO)          | 67e                            |
| 43                             | Anastasiya Kolesava (BLR)      | 69e                            |
| 44                             | Alice Sharpe (IRL)             | AB                             |
| 45                             | Anabel Yapura (ARG)            | AB                             |
| 46                             | Marlen Reusser (SUI)           | 25e                            |

| Alé Cipollini ALE | Alé Cipollini ALE          | Alé Cipollini ALE |
| ----------------- | -------------------------- | ----------------- |
| Num               | Coureuse                   | Pos               |
| 51                | Chloe Hosking (AUS)        | 14e               |
| 52                | Soraya Paladin (ITA)       | 18e               |
| 53                | Nadia Quagliotto (ITA)     | 87e               |
| 54                | Eri Yonamine (JPN) (route) | 30e               |
| 55                | Diana Peñuela (COL)        | 77e               |
| 56                | Romy Kasper (GER)          | 60e               |

| Bigla BIG | Bigla BIG                     | Bigla BIG |
| --------- | ----------------------------- | --------- |
| Num       | Coureuse                      | Pos       |
| 61        | Elizabeth Banks (GBR)         | 51e       |
| 63        | Leah Thomas (USA)             | 20e       |
| 64        | Maria Vittoria Sperotto (ITA) | 50e       |
| 65        | Mikayla Harvey (NZL)          | 64e       |
| 66        | Nicole Hanselmann (SUI)       | 74e       |

| Bepink BPK | Bepink BPK             | Bepink BPK |
| ---------- | ---------------------- | ---------- |
| Num        | Coureuse               | Pos        |
| 71         | Silvia Zanardi (ITA)   | AB         |
| 72         | Nicole Steigenga (NED) | 63e        |
| 73         | Tatiana Guderzo (ITA)  | 88e        |
| 74         | Rachele Barbieri (ITA) | AB         |
| 75         | Katia Ragusa (ITA)     | AB         |
| 76         | Chiara Perini (ITA)    | AB         |

| Boels Dolmans DLT | Boels Dolmans DLT                  | Boels Dolmans DLT |
| ----------------- | ---------------------------------- | ----------------- |
| Num               | Coureuse                           | Pos               |
| 81                | Chantal Blaak (NED) (route)        | 1re               |
| 82                | Anna van der Breggen (NED) (route) | 11e               |
| 83                | Jip van den Bos (NED)              | 3e                |
| 84                | Eva Buurman (NED)                  | 75e               |
| 85                | Christine Majerus (LUX) (route)    | AB                |
| 86                | Skylar Schneider (USA)             | 90e               |

| BTC City Ljubljana BTC | BTC City Ljubljana BTC   | BTC City Ljubljana BTC |
| ---------------------- | ------------------------ | ---------------------- |
| Num                    | Coureuse                 | Pos                    |
| 91                     | Urša Pintar (SLO)        | AB                     |
| 92                     | Eugenia Bujak (SLO)      | 19e                    |
| 93                     | Maaike Boogaard (NED)    | AB                     |
| 94                     | Anja Longyka (SLO)       | AB                     |
| 95                     | Monique van de Ree (NED) | AB                     |
| 96                     | Urška Žigart (SLO)       | 84e                    |

| Canyon-SRAM Racing CSR | Canyon-SRAM Racing CSR     | Canyon-SRAM Racing CSR |
| ---------------------- | -------------------------- | ---------------------- |
| Num                    | Coureuse                   | Pos                    |
| 101                    | Alice Barnes (GBR)         | 46e                    |
| 102                    | Hannah Barnes (GBR)        | 28e                    |
| 103                    | Elena Cecchini (ITA)       | 12e                    |
| 104                    | Tiffany Cromwell (AUS)     | 34e                    |
| 105                    | Katarzyna Niewiadoma (POL) | 17e                    |
| 106                    | Alexis Magner (USA)        | 5e                     |

| CCC-Liv CCC | CCC-Liv CCC                    | CCC-Liv CCC |
| ----------- | ------------------------------ | ----------- |
| Num         | Coureuse                       | Pos         |
| 111         | Agnieszka Skalniak-Sójka (POL) | 48e         |
| 112         | Valerie Demey (BEL)            | 26e         |
| 113         | Riejanne Markus (NED)          | 29e         |
| 114         | Evy Kuijpers (NED)             | 59e         |
| 115         | Ashleigh Moolman (RSA) (route) | 24e         |
| 116         | Jeanne Korevaar (NED)          | 6e          |

| FDJ-Nouvelle Aquitaine-Futuroscope FDJ | FDJ-Nouvelle Aquitaine-Futuroscope FDJ | FDJ-Nouvelle Aquitaine-Futuroscope FDJ |
| -------------------------------------- | -------------------------------------- | -------------------------------------- |
| Num                                    | Coureuse                               | Pos                                    |
| 121                                    | Charlotte Bravard (FRA)                | AB                                     |
| 122                                    | Maëlle Grossetête (FRA)                | AB                                     |
| 123                                    | Lauren Kitchen (AUS)                   | AB                                     |
| 124                                    | Greta Richioud (FRA)                   | AB                                     |
| 125                                    | Shara Gillow (AUS)                     | 27e                                    |
| 126                                    | Jade Wiel (FRA)                        | 68e                                    |

| Hitec Products-Birk Sport HPU | Hitec Products-Birk Sport HPU | Hitec Products-Birk Sport HPU |
| ----------------------------- | ----------------------------- | ----------------------------- |
| Num                           | Coureuse                      | Pos                           |
| 131                           | Chanella Stougje (NED)        | AB                            |
| 132                           | Amalie Lutro (NOR)            | AB                            |
| 133                           | Vita Heine (NOR) (route)      | 23e                           |
| 134                           | Lucy van der Haar (GBR)       | 66e                           |
| 135                           | Ingrid Lorvik (NOR)           | AB                            |
| 136                           | Julie Meyer Solvang (NOR)     | 83e                           |

| Mitchelton-Scott MTS | Mitchelton-Scott MTS       | Mitchelton-Scott MTS |
| -------------------- | -------------------------- | -------------------- |
| Num                  | Coureuse                   | Pos                  |
| 141                  | Sarah Roy (AUS)            | 13e                  |
| 142                  | Georgia Williams (NZL)     | 79e                  |
| 143                  | Jessica Allen (AUS)        | 56e                  |
| 144                  | Gracie Elvin (AUS)         | 61e                  |
| 145                  | Grace Brown (AUS)          | 36e                  |
| 146                  | Annemiek van Vleuten (NED) | 4e                   |

| Movistar Team MOV | Movistar Team MOV                 | Movistar Team MOV |
| ----------------- | --------------------------------- | ----------------- |
| Num               | Coureuse                          | Pos               |
| 151               | Aude Biannic (FRA) (route)        | 7e                |
| 152               | Roxane Fournier (FRA)             | 32e               |
| 153               | Alicia González (ESP)             | 85e               |
| 154               | Sheyla Gutiérrez (ESP)            | AB                |
| 155               | Małgorzata Jasińska (POL) (route) | 39e               |
| 156               | Gloria Rodríguez (ESP)            | AB                |

| Parkhotel Valkenburg PHV | Parkhotel Valkenburg PHV     | Parkhotel Valkenburg PHV |
| ------------------------ | ---------------------------- | ------------------------ |
| Num                      | Coureuse                     | Pos                      |
| 161                      | Ann-Sophie Duyck (BEL)       | 62e                      |
| 162                      | Esther van Veen (NED)        | AB                       |
| 163                      | Lorena Wiebes (NED)          | AB                       |
| 164                      | Roxane Knetemann (NED)       | 40e                      |
| 165                      | Meike Uiterwijk Winkel (NED) | AB                       |
| 166                      | Sofie De Vuyst (BEL)         | 8e                       |

| Sunweb SUN | Sunweb SUN             | Sunweb SUN |
| ---------- | ---------------------- | ---------- |
| Num        | Coureuse               | Pos        |
| 171        | Lucinda Brand (NED)    | 38e        |
| 172        | Janneke Ensing (NED)   | 22e        |
| 173        | Juliette Labous (FRA)  | 44e        |
| 174        | Floortje Mackaij (NED) | 10e        |
| 175        | Leah Kirchmann (CAN)   | 45e        |
| 176        | Julia Soek (NED)       | 81e        |

| Trek-Segafredo TFS | Trek-Segafredo TFS                 | Trek-Segafredo TFS |
| ------------------ | ---------------------------------- | ------------------ |
| Num                | Coureuse                           | Pos                |
| 181                | Audrey Cordon-Ragot (FRA)          | 41e                |
| 182                | Lotta Lepistö (FIN) (route)        | 33e                |
| 183                | Elisa Longo Borghini (ITA) (route) | 37e                |
| 184                | Ellen van Dijk (NED)               | 21e                |
| 185                | Ruth Edwards (USA)                 | 57e                |
| 186                | Tayler Wiles (USA)                 | 42e                |

| Valcar Cylance VAL | Valcar Cylance VAL      | Valcar Cylance VAL |
| ------------------ | ----------------------- | ------------------ |
| Num                | Coureuse                | Pos                |
| 191                | Alessia Vigilia (ITA)   | 89e                |
| 192                | Chiara Consonni (ITA)   | AB                 |
| 193                | Vittoria Guazzini (ITA) | AB                 |
| 194                | Silvia Pollicini (ITA)  | AB                 |
| 195                | Silvia Persico (ITA)    | AB                 |
| 196                | Ilaria Sanguineti (ITA) | 86e                |

| Isorex DDG | Isorex DDG                | Isorex DDG |
| ---------- | ------------------------- | ---------- |
| Num        | Coureuse                  | Pos        |
| 201        | Femke Verstichelen (BEL)  | AB         |
| 202        | Crystal Lane-Wright (GBR) | AB         |
| 203        | Antonia Gröndahl (FIN)    | 80e        |
| 204        | Marjolein Moreau (BEL)    | AB         |
| 205        | Emily Meakin (GBR)        | AB         |
| 206        | Camille Delestrait (BEL)  | AB         |

| Keukens Redant ___ | Keukens Redant ___         | Keukens Redant ___ |
| ------------------ | -------------------------- | ------------------ |
| Num                | Coureuse                   | Pos                |
| 211                | Stine Borgli (NOR)         | 15e                |
| 212                | Amber Lacompte (BEL)       | AB                 |
| 213                | Katie van Geyte (BEL)      | AB                 |
| 214                | Birgitte Ravndal (NOR)     | 91e                |
| 215                | Quinty van de Guchte (NED) | AB                 |
| 216                | Lone Meertens (BEL)        | 65e                |

| Multum Accountants ___ | Multum Accountants ___         | Multum Accountants ___ |
| ---------------------- | ------------------------------ | ---------------------- |
| Num                    | Coureuse                       | Pos                    |
| 221                    | Marion Norbert-Riberolle (FRA) | 54e                    |
| 222                    | Chloë Turblin (FRA)            | AB                     |
| 223                    | Kim van den Steen (BEL)        | AB                     |
| 224                    | Lauren Creamer (IRL)           | AB                     |
| 225                    | Josefine Huitfeldt             | AB                     |
| 226                    | Aiko Uyttenhove (BEL)          | AB                     |

| Rogelli-Gyproc ___ | Rogelli-Gyproc ___         | Rogelli-Gyproc ___ |
| ------------------ | -------------------------- | ------------------ |
| Num                | Coureuse                   | Pos                |
| 231                | Rozemarijn Ammerlaan (NED) | 55e                |
| 232                | Nathalie Bex (BEL)         | AB                 |
| 233                | Ingrit Verhoeff (NED)      | AB                 |
| 234                | Cathalijne Hoolwerf (NED)  | AB                 |
| 235                | Eva Jonkers (NED)          | AB                 |
| 236                | Britt Knaven (BEL)         | AB                 |

Source.

## Organisation
Flanders Classics organise la course. Elle est dirigée par Geert Stevens, Joerie Devreese, Wim Van Herreweghe, Nicolas Denys,  Maja Leye et Femke Moerman. Jo Gosseye est le directeur de course.

## Prix
Les prix suivants sont distribués :
| Position | 1er   | 2e    | 3e    | 4e    | 5e    | 6e    | 7e    | 8e    | 9e    | 10e  |
| Prix     | 420 € | 365 € | 295 € | 185 € | 165 € | 155 € | 145 € | 130 € | 120 € | 65 € |

Les coureuses placées de la 11e à la 20e place  repartent avec 65 €.